# Kasteel van Clérans (Cause-de-Clérans)
Het Kasteel van Clérans (Frans: Château de Clérans) is een kasteel in de Franse gemeente Cause-de-Clérans. Het kasteel is een beschermd historisch monument sinds 1948.